# Vrede van Gent

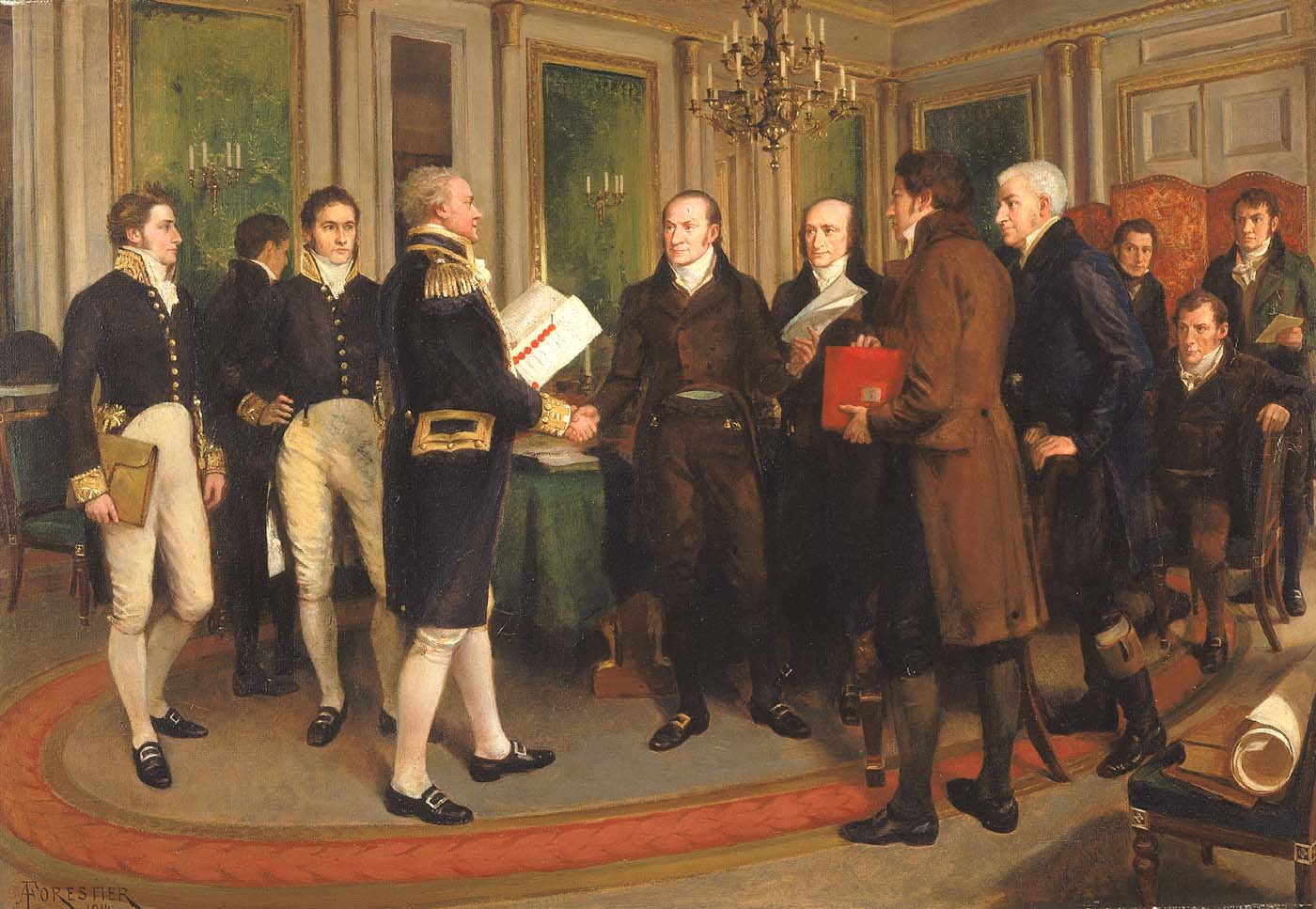
Het ondertekenen van de Vrede van Gent. De Britse Admiraal James Gambier en de Amerikaanse ambassadeur in Rusland John Quincy Adams geven elkaar een hand; rechts staat de Britse onderminister van Oorlog en Kolonies Henry Goulburn met een rode map in zijn hand. Op de zetel rechts zit Henry Clay.

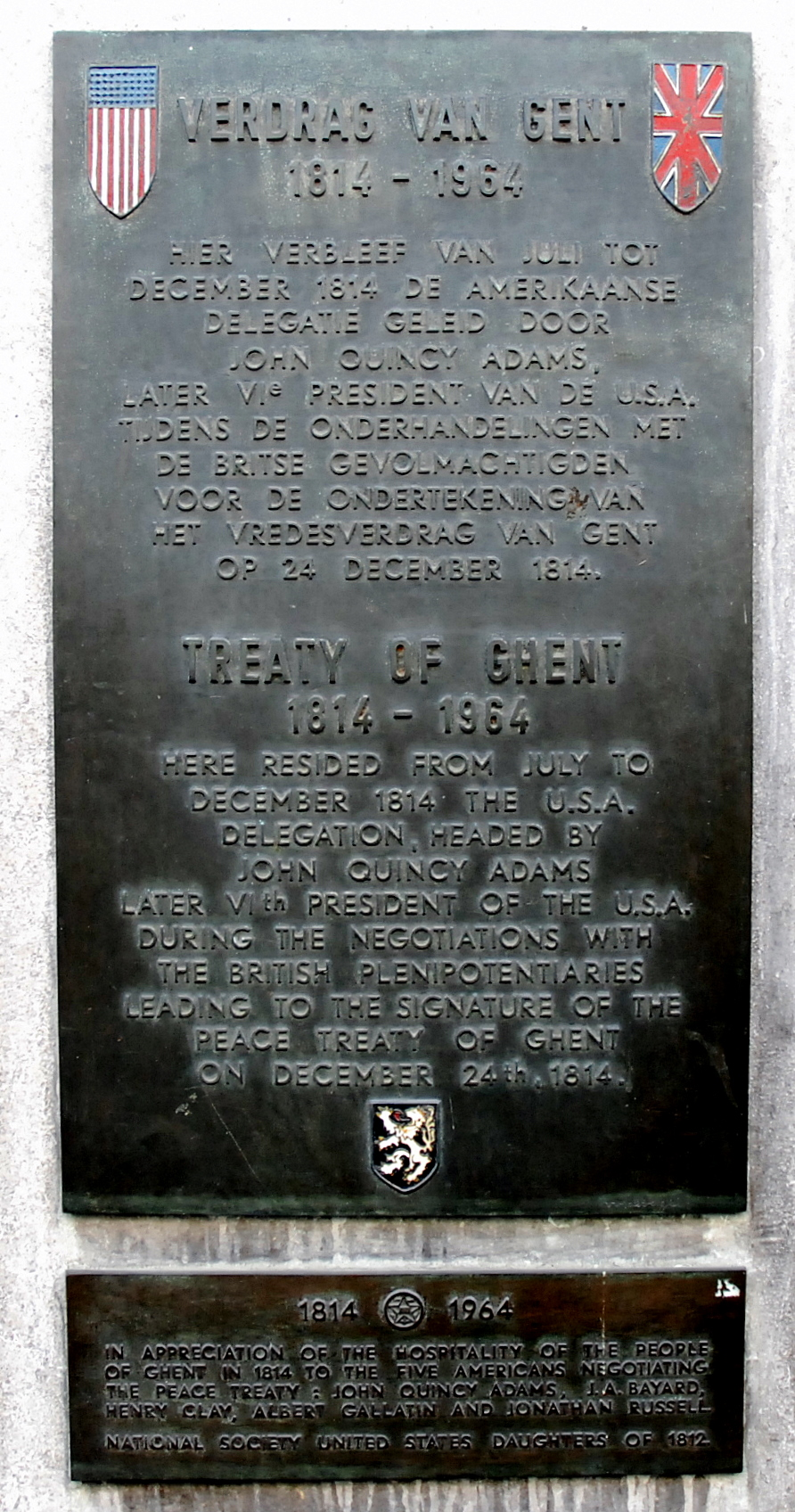
Gedenkplaat aan het gebouw in de Veldstraat waar de Amerikaanse onderhandelaars verbleven

De Vrede van Gent werd op 24 december 1814 gesloten tussen de Verenigde Staten van Amerika en het Verenigd Koninkrijk, ter beëindiging van de oorlog van 1812. Het verdrag werd ondertekend in Gent, in de spiegelzaal van het voormalige Kartuizerklooster aan het Fratersplein te Gent, destijds de woning van Lieven Bauwens waar de Engelse delegatie verbleef. De Amerikaanse delegatie verbleef in het in de Veldstraat gelegen Hof van Lovendeghem, ook Hotel Schamp genoemd; tegen de gevel van dat gebouw is een gedenkplaat bevestigd om daaraan te herinneren.
De gevechten gingen nog enkele weken na het ondertekenen van het verdrag door, omdat het nieuws van de vrede niet onmiddellijk Noord-Amerika bereikte. De oorlog was pas officieel voorbij nadat de Senaat van de VS op 16 februari 1815 het verdrag ratificeerde.
Het Verenigd Koninkrijk werd vertegenwoordigd door de Britse onderminister van Oorlog en Kolonies Henry Goulburn en Admiraal James Gambier, de Verenigde Staten door Albert Gallatin, Henry Clay, de Amerikaanse ambassadeur in Rusland John Quincy Adams en John Holmes.
Het verdrag veranderde echter niets aan de hoofdoorzaak van de oorlog: het ronselen (waarbij regelmatig sprake was van kidnapping) van Amerikaanse zeelui voor de Royal Navy. Toen echter de napoleontische oorlogen eindigden, begon ook deze praktijk uit de mode te raken.

## Verdrag
Op 24 december 1814 ondertekenden de leden van de Britse en Amerikaanse onderhandelingsteams het verdrag en brachten hun individuele zegels aan op het document. Zodra dit verdrag geratificeerd werd door de respectievelijke regeringen, eindigde de oorlog van 1812.
Als gevolg van het verdrag werden alle gevangenen vrijgelaten en alle veroverde gebieden en boten teruggegeven. Ongeveer 40.000 km² (10.000.000 acres) kwamen terug bij de Verenigde Staten. Het betrof gronden bij het Bovenmeer (Lake Superior) en het Michiganmeer, in Maine en aan de kust van de Stille Oceaan. Door de Verenigde Staten bezette gebieden in Opper-Canada (huidige provincie Ontario) kwamen opnieuw onder Britse controle. Het verdrag bevatte geen belangrijke veranderingen tegenover de vooroorlogse situatie, maar er werden wel een aantal beloften gemaakt. Tijdens de oorlog had Groot-Brittannië zwarte slaven aangemoedigd om te ontsnappen naar Brits grondgebied. Het beloofde nu deze slaven terug te sturen. In de praktijk, in plaats daarvan, betaalde Groot-Brittannië $350.000 voor de slaven. Het Britse voorstel om een Indiaanse bufferzone te creëren in Ohio en Michigan mislukte omdat de Indiaanse coalitie uit elkaar viel.

## Nasleep
Het bericht van het verdrag bereikte de Verenigde Staten na de Amerikaanse overwinning in de Slag bij New Orleans en de Britse overwinning in de tweede Slag bij Fort Bowyer, maar vóór de Britse aanval op Mobile, Alabama. Maanden na het verdrag waren er nog schermutselingen langs de Mississippi tussen legers van de VS en Indianen die aan de kant van de Britten stonden, inclusief de Slag of the Sink Hole in mei 1815.
Op 16 februari 1815 keurde de Senaat van de Verenigde Staten het verdrag unaniem goed. Op 17 februari werden de ratificatiedocumenten in Washington uitgewisseld tussen president James Madison en een Britse diplomaat en een dag later op 18 februari werd het verdrag geproclameerd. Elf dagen later, op 1 maart, ontsnapte Napoleon van Elba en startte een nieuwe Europese oorlog waardoor de Britten gedwongen waren zich te concentreren op het gevaar van die kant.
Het duurde tot 1830, voordat alle grenskwesties tussen Canada en de Verenigde Staten waren opgelost. Er moest een arbitragecommissie aan te pas komen, om de definitieve grenzen vast te stellen. Voorzitter van deze commissie was koning Willem I der Nederlanden, die daarbij op deskundige wijze landmeetkundig geadviseerd werd door de van Oostfriese origine zijnde astronoom John Lewis Tiarks (1789-1837), die zijn sporen al had verdiend door voor de Britse regering nauwkeurige lengtegraad-metingen te verrichten.
In 1922 werd in Chicago de Fountain of Time ingehuldigd om de honderd jaar vrede tussen de Verenigde Staten en Groot-Brittannië te gedenken.